# Paramore (album)
Paramore – czwarty album studyjny zespołu Paramore wydany 5 kwietnia 2013 przez wytwórnię Fueled by Ramen, pierwszy album nagrany bez współzałożycieli zespołu, Josha i Zaca Farro. Pierwszy album Paramore, który zadebiutował jako numer 1 na Billboard 200.
W wywiadzie dla Radio.com, Hayley Williams, na pytanie dlaczego album nazywa się jakby był debiutancki, odpowiedziała: Debiutancki aspekt tej sprawy jest zdecydowanie pewnym manifestem. Czuję, że to nie tylko ponownie wprowadza zespół w świat, ale nawet pomiędzy nas samych. [...] Pod koniec wyglądało to tak, jakbyśmy byli zupełnie nowym zespołem.

## Lista utworów
1. „Fast in My Car” – 3:42
2. „Now” – 4:07
3. „Grow Up” – 3:50
4. „Daydreaming” – 4:31
5. „Interlude: Moving on” – 1:30
6. „Ain’t It Fun” – 4:56
7. „Part II” – 4:41
8. „Last Hope” – 5:09
9. „Still Into You” – 3:36
10. „Anklebiters” – 2:17
11. „Interlude: Holiday” – 1:09
12. „Proof” – 3:15
13. „Hate to See Your Heart Break” – 5:09
14. „(One of Those) Crazy Girls” – 3:32
15. „Interlude: I’m Not Angry Anymore” – 0:52
16. „Be Alone” – 3:40
17. „Future” – 7:52

## Certyfikaty i sprzedaż
| Kraj                     | Certyfikat      | Sprzedaż   |
| ------------------------ | --------------- | ---------- |
| Australia (ARIA)         | złota płyta     | 35 000+    |
| Kanada (MC)              | platynowa płyta | 80 000+    |
| Nowa Zelandia (RMNZ)     | złota płyta     | 7 500+     |
| Stany Zjednoczone (RIAA) | platynowa płyta | 1 000 000+ |
| Wielka Brytania (BPI)    | platynowa płyta | 300 000+   |